# Barabás Péter
Barabás Péter (Budapest, 1934. november 15. – Budapest, II. kerület, 2021. szeptember 24.) magyar újságíró.

## Életpályája
Szülei: Barabás Tibor és Kolb Erzsébet voltak. 1953–1958 között a Leningrádi Állami Egyetem filológus-újságíró szakos hallgatója volt. 1958–1960 között a Népszava kulturális rovatának, 1960-tól a külpolitikai rovatának munkatársa, 1968–1999 között rovatvezetője, 1978–1983 között a szerkesztőbizottság tagja, 1999–2000 között olvasószerkesztője volt. Rendszeresen publikált a külpolitikai rovatban. 

## Könyv
- Magyarország és a Nagy Októberi Szocialista Forradalom dokumentumokban; összeáll. Barabás Péter; Magyar Szovjet Baráti Társaság, Bp., 1977 (MSZBT dokumentáció) – megjelent orosz nyelven is

## Díjai, kitüntetései
- A Magyar ENSZ Társaság emlékérme (1995)
- Táncsics Mihály-díj (1997)
- Aranytoll-díj (2010)[3]
- Népszava Életmű-Díj (2014)